# اریکا سالومه
اریکا سالومه (انگلیسی: Erika Salumäe؛ زادهٔ ۱۱ ژوئن ۱۹۶۲) یک دوچرخه‌سوار زن اهل استونی است.
از افتخارات وی میتوان به کسب مدال طلا دوچرخه‌سواری اسپرینت انفرادی برای کشور شوروی در بازی‌های المپیک تابستانی ۱۹۸۸ و کسب مدال طلا دوچرخه‌سواری اسپرینت انفرادی برای کشور استونی در بازی‌های المپیک تابستانی ۱۹۹۲ و دو مدال طلا در سال‌های ۱۹۸۷ و ۱۹۸۹ در مسابقات جهانی دوچرخه‌سواری اشاره کرد.